# Alocromático
Se aplica el término alocromático a los minerales incoloros en estado puro y que adquieren coloración cuando en su red cristalina se introducen ciertos elementos ajenos a su fórmula.
Por ejemplo, el berilo es incoloro en estado puro, y con la adición de átomos de cromo en su red cristalina adquiere color verde (esmeralda), con hierro torna a azulado (aguamarina) o amarillo (heliodoro).
Son minerales alocromáticos, entre otros, el berilo (esmeralda), corindón (zafiro y rubí), cuarzo (citrino, amatista, etc.) y turmalina.
- Datos: Q5669961